# Amt Itzstedt
Amt Itzstedt er et kreisoverskridende amt i det nordlige Tyskland, beliggende i den sydlige del af Kreis Segeberg. Kreis Segeberg ligger i den sydøstlige del af delstaten Slesvig-Holsten, og amtets administration ligger i Itzstedt. Til amtet hører desuden Tangstedt fra Kreis Stormarn og seks kommuner i Kreis Segeberg.

## Kommuner i amtet
1. Itzstedt
2. Kayhude
3. Nahe
4. Oering
5. Seth
6. Sülfeld
7. Tangstedt

## Historie
1. april 1970 blev Amt Itzstedt oprettet af det daværende Amt Nahe og den tidligere amtsfrie kommune Sülfeld .
I forbindelse med forvaltningsreformen 1. januar 2008 blev Tangstedt fra Kreis Stormarn indlemmet i amtet. Det blev da, sammen med Amt Großer Plöner See, det andet kreisoverskridende amt i Slesvig-Holsten.

## Eksterne kilder og henvisninger
1. ↑  "Kommunesammenlægning"

- Amt Itzstedt